# Pariteit (politiek)
Pariteit duidt in de politiek gelijk gewicht, toegekend aan elke partij aan, bijvoorbeeld:
- De Belgische regering is "paritair samengesteld" uit beide taalgroepen, de premier uitgezonderd.
- Paritair comité, een overlegorgaan in België tussen werkgevers en werknemers, met evenwaardige vertegenwoordiging van elk der partijen, om aan te moedigen dat men tot een consensus komt; geen van beide partijen kan zijn mening doorduwen.

Pariteit kan ook duiden op gelijke vertegenwoordiging van de geslachten. Zo benoemde de Spaanse premier Zapatero in zijn eerste ministerraad, tijdens de achtste legislatuur evenveel vrouwelijke als mannelijke ministers en vervulde zo een verkiezingsbelofte.